# William Pitcairn
William Pitcairn (Dysart, Escocia; 9 de mayo de 1712-Londres, Inglaterra; 25 de noviembre de 1791) fue un médico y jardinero inglés.

## Biografía
Nació en Dysart, Fife, Escocia, el segundo hijo del reverendo David Pitcairn. Estudió primero en la Universidad de Leiden y luego en la Universidad de Reims, donde obtuvo su doctorado. Regresó a Inglaterra y obtuvo un segundo título en medicina de la Universidad de Oxford en 1749.
Se trasladó a Londres y se convirtió en médico del Hospital de San Bartolomé, Londres.
Murió en Islington, Londres el 25 de noviembre de 1791 y fue enterrado en una bóveda de la iglesia de San Bartolomé el Menor, Londres dentro de las paredes del hospital.

## Honores

### Membresías
- del Colegio Real de Médicos y dio su conferencia Goulstonian en 1752. Se convirtió en su presidente de 1775 a 1784.[1]

- 1770: de la Royal Society como alguien "distinguido por su aplicación a la botánica y el éxito en la crianza de plantas escasas y extranjeras".

### Eponimia
- (Bromeliaceae) Pitcairnia L'Hér.[2]